# Christoph Vitzthum von Eckstädt

Wappen Vitzthum von Eckstädt

Christoph Vitzthum von Eckstädt (* 9. Dezember 1633 in Quedlinburg; † 19. Dezember 1711 in Kleinwölkau), Herr auf Tiefensee, war ein kursächsischer Kammerherr und Rittmeister.

## Leben
Der aus dem Geschlecht derer von Vitzthum stammende Christoph Vitzthum von Eckstädt, Sohn des gleichnamigen Stiftshauptmanns, erwarb 1659 das verwüstete Rittergut Kleinwölkau. Am 11. November 1656 heiratete er Marie Luitgard von Taube aus Harthau, die nach dem Tod ihres Mannes Oberst Claus von Taube, Besitzerin von Schloss Oberneundorf (bei Görlitz) war, die ihm sechs Töchter und drei Söhne gebar. Am 15. Januar 1668 schloss er die zweite Ehe mit Johanna Helene, der Tochter des Obersten der kurfürstlichen Leibgarde zu Ross Rudolf von Neitschütz auf Röhrsdorf bei Dohna, Borthen und Tronitz. Aus dieser Ehe stammen 17 Kinder.
Vitzthum baute den Herrensitz Kleinwölkau wieder auf und umgab ihn mit einem Graben und Erdwall. Deshalb verklagte ihn Herzog Christian von Sachsen-Merseburg am 10. Februar 1673 beim Kurfürsten Johann Georg II., dass er einen Festungsbau anlege, der für die ganze Landschaft bedrohlich sei. Der Kurfürst belegte den Rittmeister mit einer Pön von 2000 rheinischen Goldgulden, „wenn er den Bau nicht ohne allen Verzug demolire“. Später wurde das Bauverbot zurückgezogen.
Für 14.000 Gulden überließ er 1672 sein Allodialrittergut Berreuth dem Kurfürsten Johann Georg II. von Sachsen und erreichte dafür die Umwandlung des für den gleichen Preis 1675 käuflich erworbenen Mannlehnrittergutes Trossin in ein Erblehn- oder Allodialgut.
Vitzthum von Eckstädt kaufte 1704 den Krapenberg in Zitzschewig und errichtete das dortige Herrenhaus. Durch seine erste Frau Marie Luitgard von Taube war auch Schloss Oberneundorf an ihn gefallen, das er allerdings 1684 an einen Görlitzer Bürger verkaufte.
Christoph Vitzthum von Eckstädt war als der Abhelfende Mitglied der Fruchtbringenden Gesellschaft (Palmenorden).
Sein bekanntester Sohn war Friedrich Graf Vitzthum von Eckstädt, Kammerherr Augusts des Starken. Sein weiterer Sohn Gottlob Vitzthum von Eckstädt wurde Obristleutnant, kaufte 1708 das väterliche Allodial-Rittergut Trossin und überließ dieses 1732 seiner Ehefrau Maria Louise geb. Freiin von Letmathe, Tochter von Kaspar Friedrich von Lethmate.